# کمپین بین‌المللی علیه دادگاه‌های اسلامی در کانادا
کمپین بین‌المللی علیه دادگاه‌های اسلامی در کانادا یا اختصارا کمپین "نه به شریعه"، کمپینی بود که جمعی از فعالین حزب کمونیست کارگری ایران و در راس آن‌ها هما ارجمند، مسئول این کمپین، علیه تشکیل دادگاه‌های مذهبی و اسلامی در استان انتاریوی کانادا و لایحه حکمیت سال ۱۹۹۱ این استان به راه انداختند.
این کمپین در سال ۲۰۰۳ شروع به کار کرد و پس از دو سال و جلب حمایت بیش از صد سازمان و تشکل دیگر و تشکیل "ائتلاف علیه داوری مذهبی" با آن ها، سرانجام در سپتامبر ۲۰۰۵ با ممنوع اعلام شدن دادگاه‌های اسلامی و مذهبی در کانادا، به پیروزی رسید.
این کمپین در طول دو سال فعالیت خود صدها تظاهرات، کنفرانس، و جلسات سخنرانی در کانادا و اروپا و سایر نقاط دنیا برپا کرد و مسئولین آن گاهی با مسئولین کانادا و دیپلمات‌های کشورهای دیگر دیدار کردند
 و نهایتا موفق شدند این کمپین را به پیروزی برسانند.
این کمپین کاملاً وابسته به حزب کمونیست کارگری ایران بود و نشریات، مدیا و ارگان‌های این حزب نقش اصلی انعکاس دهندهٔ آن را داشتند.
همچنین پس از پیروزی این کمپین، این حزب در اطلاعیه خود و پیام لیدر آن, حمید تقوایی، ممنوع شدن دادگاه‌های اسلامی و پیروزی کمپین "نه به شریعه" را پیروزی برای جنبش کمونیسم کارگری و حزب کمونیست کارگری و شکستی برای "اسلام سیاسی" اعلام کرد.

## جستارهای بیرونی
سایت رسمی بایگانی‌شده  در ۱۰ اوت ۲۰۲۱ توسط Wayback Machine

## مراجع
1. ↑  گاردین
2. ↑  «Wednesday, February 15th, 2006». بایگانی‌شده از اصلی در ۱۵ اوت ۲۰۱۳. دریافت‌شده در ۲۳ دسامبر ۲۰۰۶.
3. ↑  «نسخه آرشیو شده». بایگانی‌شده از اصلی در ۵ فوریه ۲۰۱۵. دریافت‌شده در ۲۳ دسامبر ۲۰۰۶.
4. ↑  «نسخه آرشیو شده» (PDF). بایگانی‌شده از اصلی (PDF) در ۲۷ سپتامبر ۲۰۰۷. دریافت‌شده در ۲۳ دسامبر ۲۰۰۶.
5. ↑  «*** www.azadizan.com ***». بایگانی‌شده از اصلی در ۲۲ نوامبر ۲۰۰۸. دریافت‌شده در ۲۳ دسامبر ۲۰۰۶.